# Gerson Trier
Gerson Georg Trier (23. april 1851 i København - 22. december 1918 smst) var en dansk sproglærer og revolutionær socialist. Under ophold i London i mellem 1883 til 1888 lærte han blandt andet Friedrich Engels og Eduard Bernstein at kende, og ved deres påvirkning udviklede han sig til revolutionær marxist. Han meldte sig i 1888 ind i Socialdemokratiet, han var dog meldt ud igen og var i 1890 stifter af Det Revolutionære Socialistiske Arbejderparti sammen med Nicolaj L. Petersen, senere blev han en af de ledende kræfter i Socialistisk Arbejderparti (1918-19), der senere efter Triers død blev til Danmarks Kommunistiske Parti.
Gerson Trier var søn af silke- og klædehandler Ludvig Trier og Cecilie Trier. Gerson Trier var gift med musiklærerinden Christiane Theodora Hansine g. Trier.